# Jakiri
Jakiri es un municipio del departamento de Bui de la región del Noroeste, Camerún. En noviembre de 2005 tenía una población censada de 47 022 habitantes.
Se encuentra ubicado cerca de la frontera con Nigeria.